# Cratere Lyon
Lyon  è un cratere sulla superficie di Venere. Deve il proprio nome all'educatrice statunitense Mary Mason Lyon (1797-1849).